# Joan (rei mauroromà)
Joan   (mil·lenni I - Constantinoble, 546 (Gregorià)) conegut com a Joan el Tirà i de vegades amb el sobrenom de Estotzes el Jove (llatí: Stutias Iunior) pel seu predecessor, Estotzes, va ser un líder militar de les tribus amazigues. Donat el seu nom, Ioannes, Joan probablement era, com Estotzes, d'ascendència romana oriental i només va comandar breument el seu exèrcit contra l'Imperi Romà d'Orient.
Després de la mort d'Estotzes a la batalla de Tàcia, Joan va ser escollit per l'exèrcit rebel combinat amazic-romà oriental com a líder. Va donar suport a d'usurpació del dux de Numídia Guntaric, que va prendre la província de l'Àfrica proconsular a la primavera del 546 i va matar el governador imperial Aerobind a Cartago. Quan Guntaric va començar a consolidar el seu règim amb purgues i execucions massives, l'estrateg Artàban el va assassinar només cinc setmanes després de l'inici de la rebel·lió. Joan, que s'havia refugiat en una església, va ser arrestat per Artàban i enviat encadenat a Constantinoble, on es diu que va ser crucificat. 